# Enköpings station
Enköpings station är en järnvägsstation i Enköping, Uppsala län. Stationen har en plattform med två spår (samt ytterligare tre sidospår utanför dessa varav ett inte är elektrifierat). Plattformen nås via en gångtunnel under spåren. Via gångtunneln når man även området norr om järnvägen.

## Historik
I början av år 1871 bildades Stockholm-Westerås-Bergslagens Järnvägsaktiebolag. Planerna var att sträckan skulle gå från Sedvalla eller Västerås via Bred-Sparrsätra-Härkeberga-Litslena-Husby-Sjutolft och vidare mot Stockholm. Planen var att inte passera Enköping, då man ville undvika konkurrensen från ångbåtstrafiken mellan Enköping och Stockholm.
Enköpings befolkning ville dock ha järnvägen och rådstugan i Enköping meddelade bolaget att om de ville dra sträckningen genom Enköping så skulle staden gratis låta bolaget använda mark och dessutom skulle de få fri grustäkt i stadens grustag. Till rådstugans besvikelse imponerade inte erbjudandet på bolagsledningen, vilken ansåg att det skulle kosta mycket mer än så. Då skickade Enköping kronofogde Wallin och handlare Östlund till Stockholm för att ha ett möte med bolagsledningen för att erbjuda aktieköp för 50 000 kr under förutsättningen att järnvägens sträckning ändrades så att den gick genom staden och de ville även att en station skulle byggas.
Överingenjör Claes Adolf Adelsköld skickades till Enköping för att se efter var man kunde tänkas lägga den. När han kom tillbaka föreslog han att järnvägen skulle gå från Fanna, över Korsängsfälten, förbi hamnen och sedan vidare mot Västerås. Eftersom järnvägens främsta syfte var att frakta gods så ansåg man att den skulle ligga vid hamnen, för då kunde man även dra nytta av ångbåtarna. Man var inte längre rädd för konkurrensen från båtarna. För att få ner kostnaderna blev det dock så att stationen, som ju först var tänkt att ligga vid hamnen, nu kom att placeras norr om staden. Anledningen till detta var att kostnaderna för inlösen av mark skulle bli för höga. Den mäktiga åsen hindrade en placering av stationen i närheten av stadens bebyggelse varför järnvägen kom att byggas norr om åsen långt bortom den dåvarande bebyggelsen. Stationsbyggnaden kunde inte ens ses från staden.
Järnvägen mellan Stockholm och Västerås invigdes den 12 december 1876 av konung Oscar II, och på denna sträcka fanns Enköpings station med en nybyggd järnvägsstationsbyggnad. Det nya stationshuset fungerade även som postkontor och postgången till huvudstaden förbättrades. Enköpings befolkning ökade mycket under åren efter att Enköpings Centralstation invigdes. Järnvägen förblev i privat ägo till 1939, då den köptes upp av staten. 
Under 1990-talet byggdes järnvägen förbi Enköping med dubbelspår och kapaciteten ökade markant.
Idag trafikeras stationen med tåg varje timme mellan Stockholm och Hallsberg och varannan timme, ända till Göteborg.

## Bilder

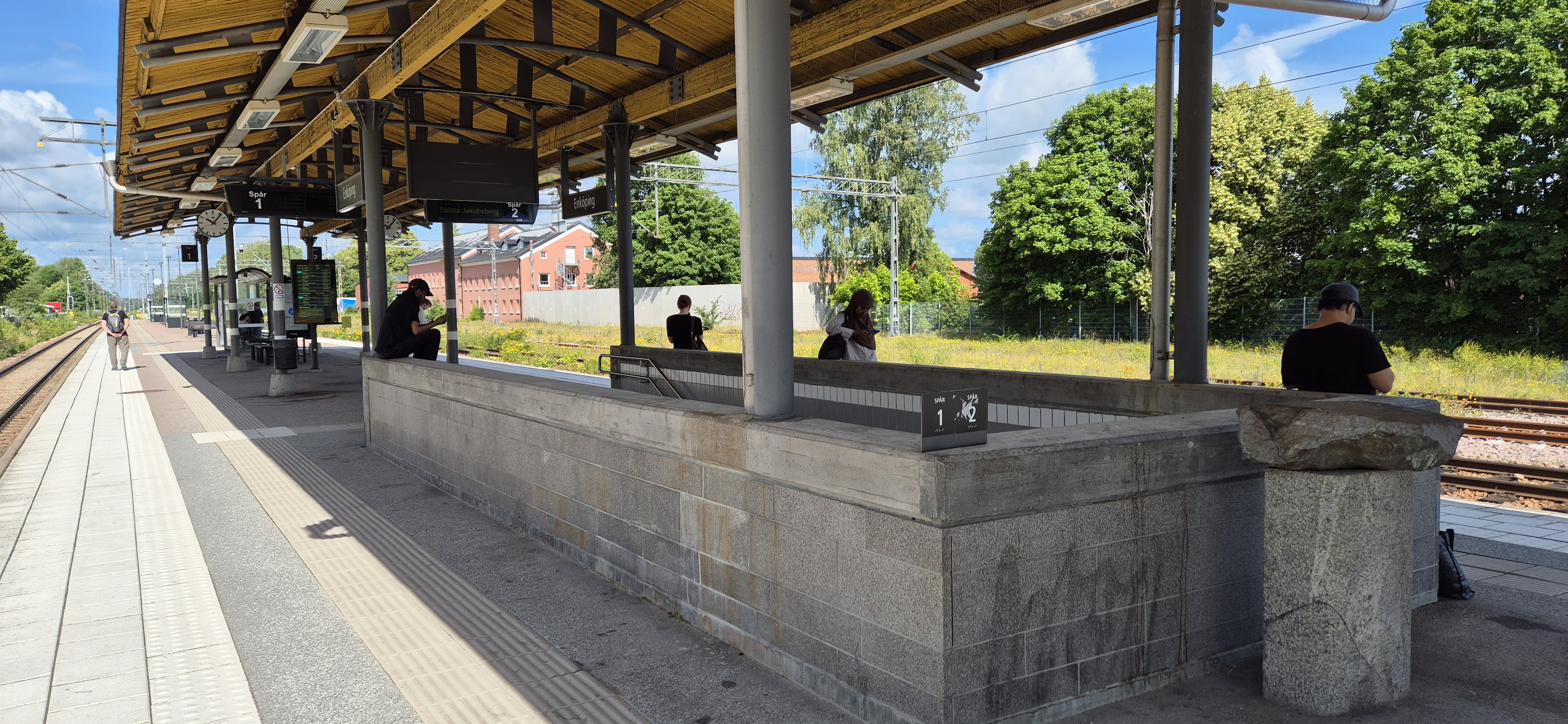
Uppgång till perrongen vid Enköpings Järnvägsstation

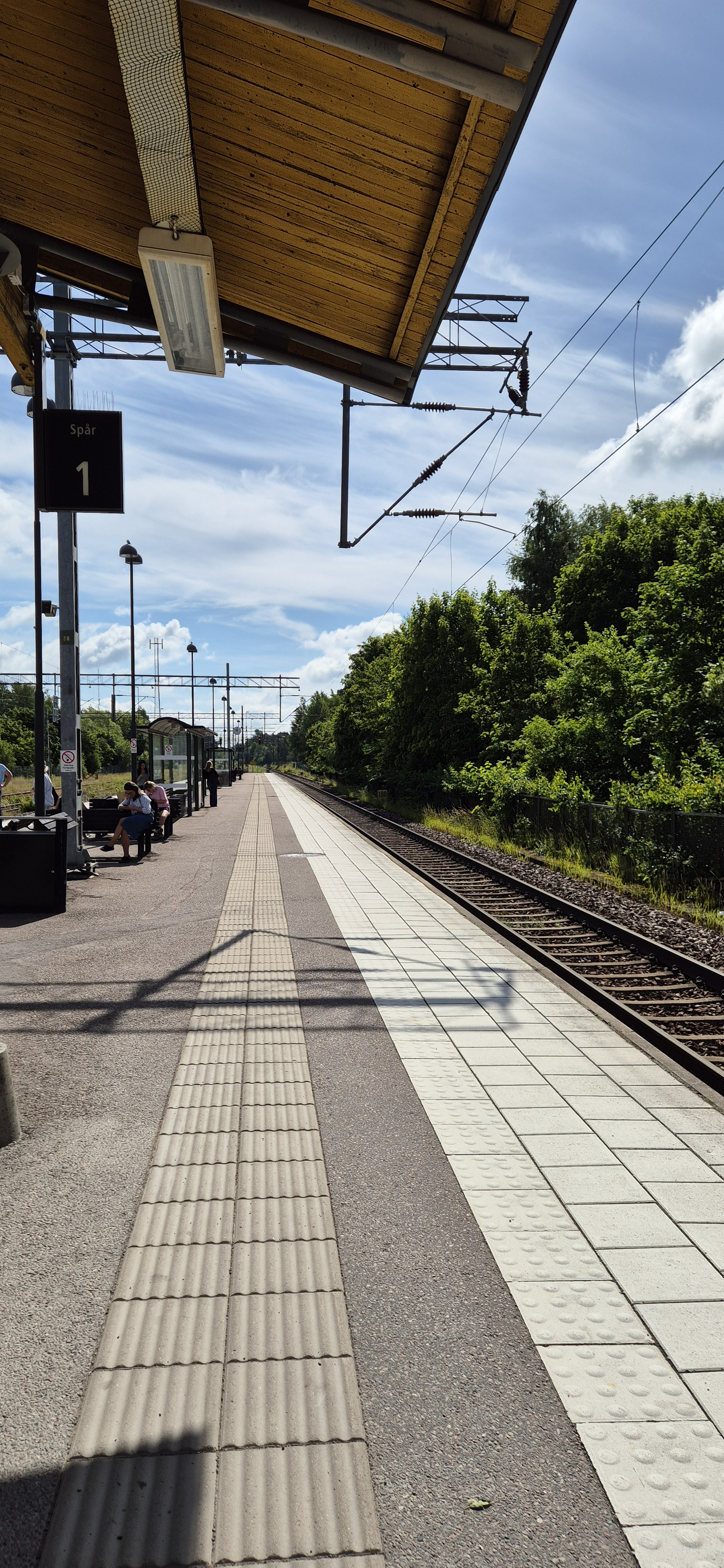
Perrong mot öst, Enköpings station

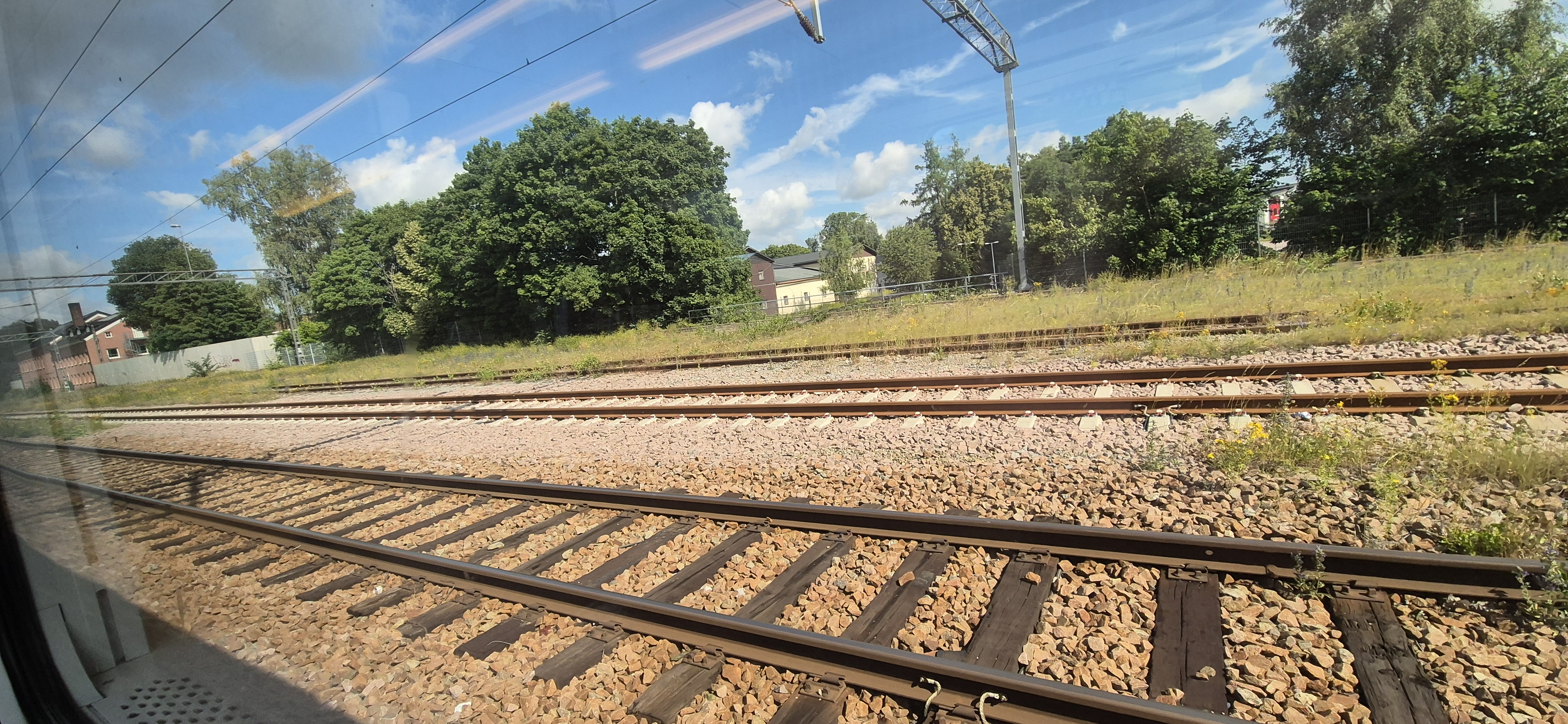
Äldre järnvägsspår vid Enköpings station som normalt ej brukas

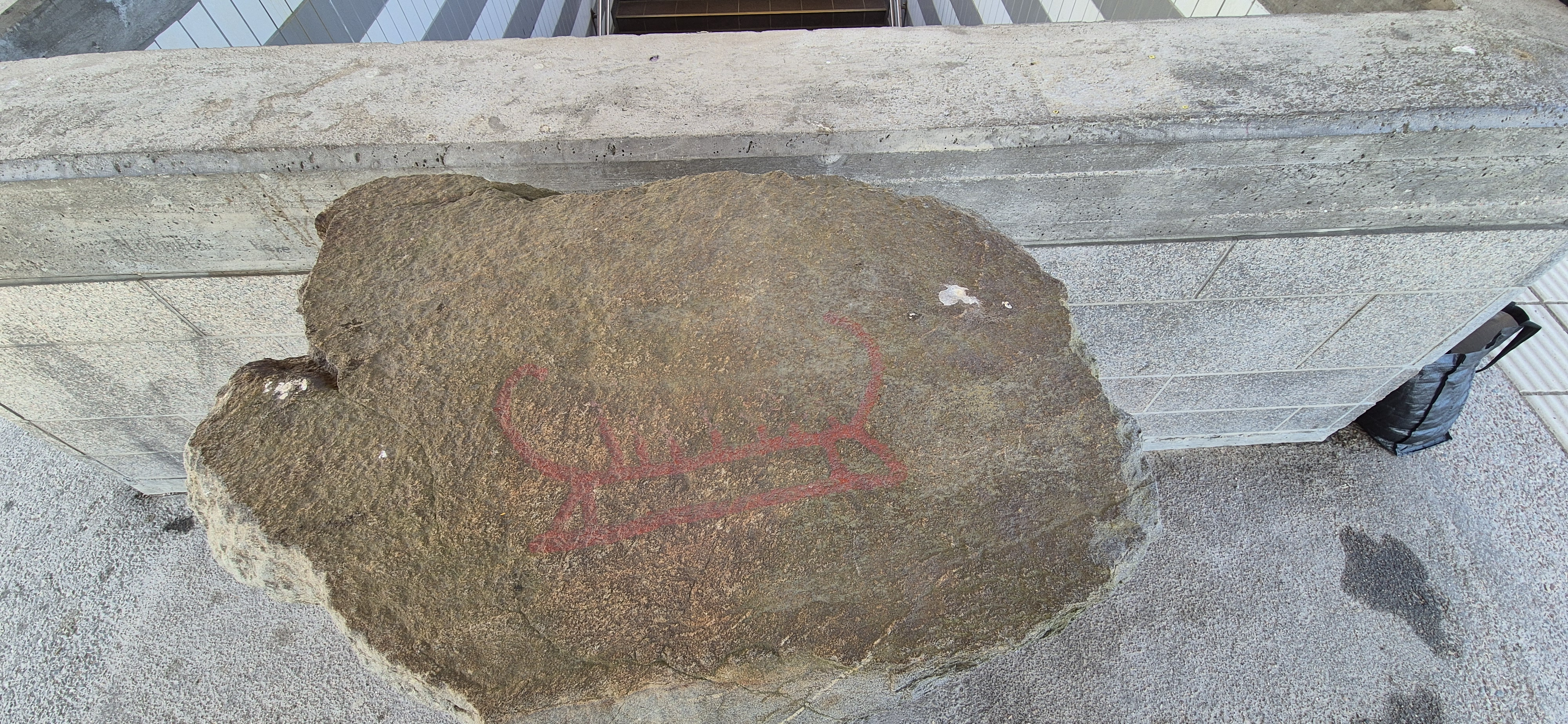
Hällristning från bronsåldern på granitblock som hittades efter sprängning av utbyggnad till dubbelspår på 1990-talet